# 馬塔倫
马塔伦（德語：Marthalen）是瑞士联邦苏黎世州安德尔芬根区的市镇。该市镇面积为14.11平方千米，海拔高度457米，2018年12月31日人口数为1,908。

## 外部連結
- 马塔伦官方网站 （页面存档备份，存于） （德文）